# ディズニー・ア・ラ・カルト
『ディズニー・ア・ラ・カルト』(Disney a la carte)とは、2007年9月4日(東京ディズニーシー開園6周年の日)～10月31日、2008年9月12日～10月31日に東京ディズニーシーで毎年開催されたスペシャルイベントである。イベントのロゴや内容はそれぞれ異なる。詳しくは下記参照。

## 2007年
2007年9月4日から10月31日に開催された。

### ニューヨーク・インターナショナル・フェア
ヘブンアーティスト登録パフォーマー、大阪パフォーマーライセンス取得者、イクスピアリによく登場するパフォーマーなどがウォーターフロントパークで、ジャグリング、アクロバット、パントマイム、マジック、クラウン芸、中国雑技などの大道芸を披露した。

### フェスタ・ピノキオ
カフェ・ポルトフィーノがディズニー映画『ピノキオ』のデコレーションで飾られ、ストロンボリ劇団に扮したパントマイム、アコーディオン演奏と歌、コメディアンなどによるアトモスフィアパフォーマンスが開催された。

### シェフ・ジーニー
カスバ・フードコートをジーニーがプロデュースしたという設定で、デコレーションが飾られた。

### ビッグバンドビート ディズニー・ア・ラ・カルト・スペシャル コラボレーションライブ
2007年10月12日に開催された。
松下奈緒をスペシャルゲストに迎え、コラボレーションライブが開催された。

## 2008年
2008年9月12日から10月31日に開催された。テーマは「世界の美味しさがいっしょに踊りだす。」
この年実施されたショー「テーブル・イズ・ウェイティング」は2011年4月28日（当初は4月23日スタートの予定だったが、東日本大震災による運営休止期間もあり、延期された）からレギュラー化され、2017年3月17日まで公演が行われた。

### ニューヨーク・インターナショナル・フェア
通常、アルコールは販売店舗のエリアから外に持ち出すことはできないが、ディズニー・ア・ラ・カルト開催期間中に限り、ニューヨーク・インターナショナル・フェア開催エリア（ウォーターフロントパーク周辺のニューヨーク・エリア）へのアルコールの持ち出しが可能であった。

#### “ニューヨーク・インターナショナル・フェア”ラリー
ウォーターフロントパークの仮設店舗で、パスポートを模したブックレットを購入。ブックレットに付属する5枚のミール・クーポンを指定のフードワゴンで使用すると、各キャラクターのシールがもらえる。また、レストラン櫻で指定のコースメニューを食べる、または、セイリングデイ・ブッフェを利用の際にブックレットを提示するとレストラン利用のシールがもらえる。これら各キャラクターのシール5種とレストラン利用のシール2枚が貼ってあるブックレットを提示することで、フィギアをもらうことができた。

#### アトモスフィア・エンターテイメント
通常のアトモスフィア・エンターテイメントに、ディズニーキャラクターが加わったものが、開催された。
キッチンビート
チップとデール
トリオ・メロディーア
マリー
ムジカ・メヒカーナ
ドナルドダック、ホセ・キャリオカ、パンチート
この他、ミュージシャンによる演奏も行われた。

### フェスタ・ピノキオ
2007年と同様に、カフェ・ポルトフィーノがディズニー映画『ピノキオ』のデコレーションで飾られた。
2007年のようなアトモスフィアパフォーマンスは行われなくなり、金曜日、土曜日、日曜日限定で、トリオ・メロディーアが、店頭や店内でピノキオの挿入曲などを演奏した。

### シェフ・ジーニー
2007年とほぼ同様。
ストリート・シークスに、シェフに扮したジーニーとアブーが加わったものが開催された。

### ケープコッド・ハロウィーンのフェスティバル
ケープコッドのあちこちにハロウィーンの飾りつけが行われた。
アトモスフィア・エンターテイメントとして、ケープコッド・ステップアウトに出演するバンドメンバーとシンガーがハロウィーンにちなんだ曲を演奏した。

### シェフズ・イマジネーション
キャラクターをモチーフとした創作コース料理が提供された。提供されたレストランと各コースのモチーフは次の通り。
SSコロンビア・ダイニングルーム
プルートが案内するアメリカ
マゼランズ
ミニーマウスの愛情を表現したフレンチ
リストランテ・ディ・カナレット
ミッキーマウスのイタリア旅行の思い出

### セミナープログラム
飲食に関する体験型の有料セミナーが開催された。
モーニングコーヒー“ミル&ドリップ”体験
カフェ・ポルトフィーノ
コーヒーのミル、ドリップを体験する。
スパイスセミナー“ガラムマサラ”
カスバ・フードコート
ガラムマサラの調合を体験する。
キッズサンドウィッチクラス
セイリングデイブッフェ
小学生対象。サンドウィッチを手作りする。

### CM
「ガールズトーク@カフェ ア・ラ・カルト」と名づけられた公式サイト上で、3人組のショートムービーやストーリー仕立てのスチール写真による宣伝が行われた。テレビCMにも、この3人が登場する。
- アリサ（浦浜アリサ）
- ケイト（近藤圭都）
- サオリ（渡辺早織）